# Idaea jarata
Idaea jarata là một loài bướm đêm trong họ Geometridae.